# Satelita meteorologiczny

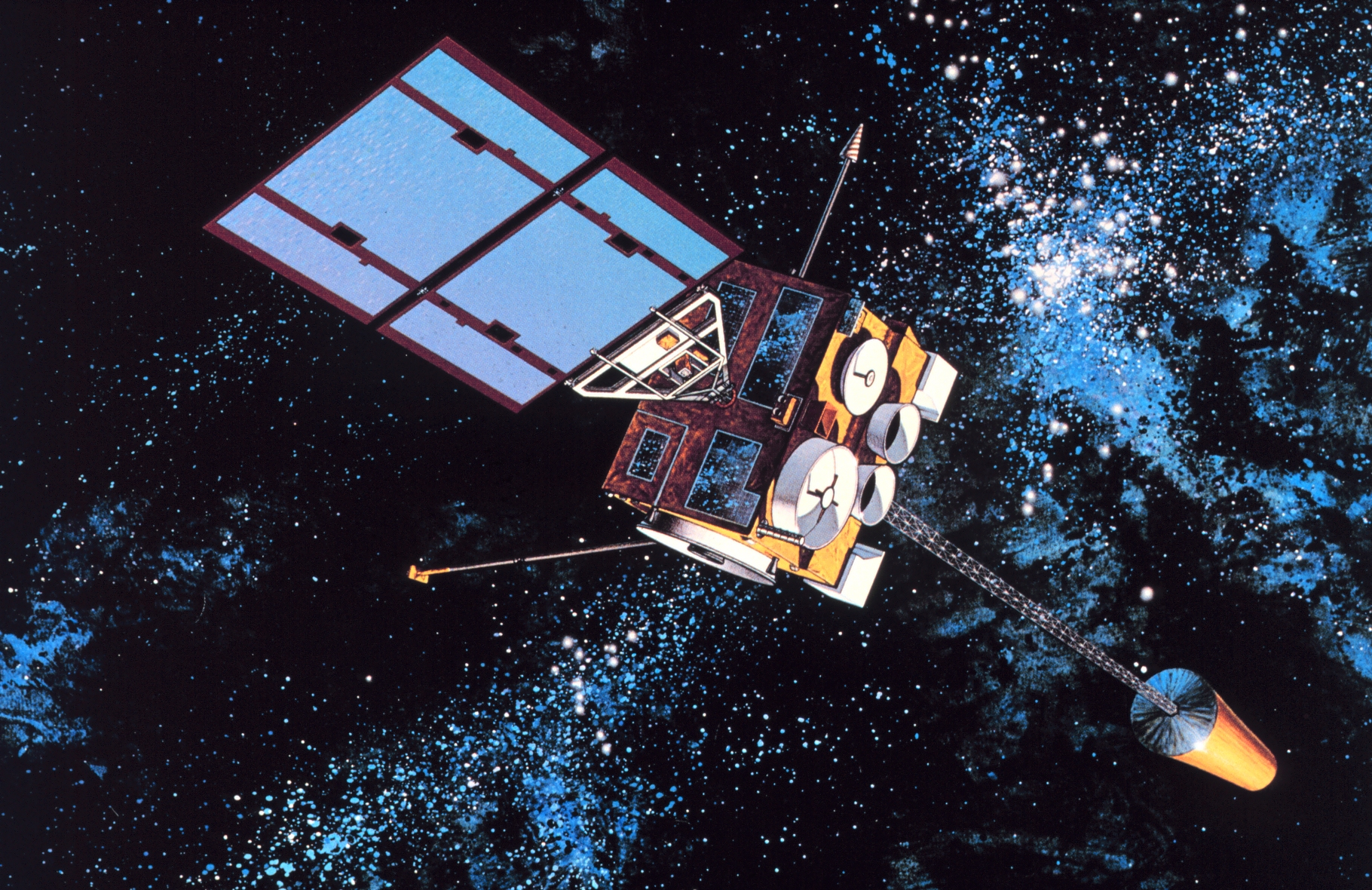
Rysunek satelity metrologicznego GOES 8

Satelita meteorologiczny – sztuczny satelita Ziemi wyposażony w aparaturę do pomiarów własności fizycznych i chemicznych atmosfery i powierzchni Ziemi. Satelity meteorologiczne mogą być geostacjonarne (stacjonarne nad jednym punktem nad równikiem) lub krążyć na tzw. orbitach biegunowych. Satelity na orbicie synchronicznej ze Słońcem (ang. sun-synchronous) na orbicie biegunowej przelatują nad danym punktem Ziemi o mniej więcej tej samej porze. Pierwszym satelitą ściśle meteorologicznym był TIROS 1. Dotychczas instrumenty na satelitach meteorologicznych używane były do pasywnej teledetekcji atmosfery i powierzchni Ziemi. Obecnie (2006) istnieją plany wprowadzenia na orbitę instrumentów do aktywnej teledetekcji (radar i lidar), np. na satelicie Cloudsat w ramach konstelacji A-Train.